# Arachnothera affinis
Papa-aranhas-de-peito-estriado ou aranheiro-de-peito-riscado (Arachnothera affinis) é uma espécie de ave da família Nectariniidae.
Pode ser encontrada nos seguintes países: Brunei, Indonésia, Malásia, Myanmar, Singapura, Tailândia e Vietname.
Os seus habitats naturais são: florestas subtropicais ou tropicais húmidas de baixa altitude e regiões subtropicais ou tropicais húmidas de alta altitude.